# Некрасова, Зинаида Николаевна
Зинаи́да Никола́евна Некра́сова (урождённая Фёкла Ани́симовна Ви́кторова, вторая половина сентября (?) 1846 (?), Вышний Волочёк (?), Российская империя — 25 января 1915, Саратов) — супруга и сотрудница российского поэта, публициста и общественного деятеля Николая Алексеевича Некрасова. О её детстве и юности практически ничего не известно. Существуют различные версии даты её рождения, происхождения и обстоятельств знакомства с поэтом. Девушка познакомилась с поэтом в 1870 году и сразу стала близким для него человеком. Некрасов много сделал, чтобы дать ей достойное образование, ввёл её в круг своих близких друзей и родственников. Зинаида Николаевна выполняла некоторые поручения поэта при корректировке и публикации его произведений.
Зинаиде Некрасовой поэт посвятил поэму «Дедушка», а также минимум три стихотворения в книге «Последние песни», права на публикацию которой были переданы автором супруге. Она участвовала в издании и распространении дешёвых изданий стихотворений супруга.
После смерти мужа Зинаида Некрасова не поддерживала отношений не только с негативно относившимися к ней родственниками Николая Некрасова, но и с его друзьями. Многие из последних были убеждены, что супруга поэта уже мертва. Зинаида Некрасова некоторое время проживала в Санкт-Петербурге на различных съёмных квартирах, совершала поездки по югу страны, а затем поселилась в Саратове. Там она потеряла остатки своих денежных средств из-за обмана со стороны общины местных баптистов. Последние годы Зинаида Николаевна жила на выделяемые ей ежемесячно средства Литературного фонда и страдала от ревматизма.
Судьбу Зинаиды Некрасовой затрагивали в своих статьях и монографиях многие литературоведы, архивисты, культурологи. Среди них: доктора филологических наук Михаил Макеев и Николай Скатов, кандидат филологических наук Ирина Абрамовская, кандидат культурологии Вячеслав Лётин и другие.

## Николай Некрасов и его супруга

### До знакомства с поэтом
«Метрическая книга, данная из Саратовской духовной консистории в Воскресенско-кладбищенскую церковь г. Саратова для записи родившихся, браком сочетавшихся и умерших на 1915 год» называет возраст Зинаиды Некрасовой на момент смерти — 68 лет. Эта запись, по мнению биографа супруги поэта Ольги Ломан, позволяет установить год рождения покойной — 1846 (а не начало следующего года, так как именины Фёклы, в честь которой ей было дано имя при крещении, приходятся на вторую половину именно этого года). До публикации статьи Ломан год рождения супруги поэта или не назывался, или указывался как 1851 год. Датировка рождения Фёклы Викторовой 1851 годом встречается, однако, и в более поздних публикациях. Примером может служить книга 2021 года «„Я духом бодр и жив…“. Н. А. Некрасов в Новгородском крае. К 200-летию со дня рождения поэта» за авторством кандидата филологических наук Ирины Абрамовской и Ирины Смирновой.
Старший научный сотрудник Чудовского филиала Новгородского музея-заповедника Татьяна Григорьева назвала правильной датой рождения супруги поэта вторую половину 1850 года. Она считает, что запись в «Метрической книге» ошибочна и сделана с чужих слов. Григорьева ссылалась на дошедшее до нашего времени письмо Зинаиды Сафоновой, которая хорошо знала Зинаиду Некрасову. В нём называется возраст смерти вдовы поэта — не 68, а 65 лет. Исследователь считает, что дата рождения Некрасовой не может считаться окончательно установленной, и в качестве аргумента приводит следующий факт: первоначально на памятнике Некрасовой на её могиле в Саратове была указана дата 1846 год, но впоследствии она была исправлена на 1847. Датировку рождения Зинаиды Некрасовой 1850 годом подтверждает, с точки зрения Григорьевой, и сообщение самой супруги поэта, согласно которому она познакомилась с ним в возрасте 19 лет. Исследователь трактует эти слова как «полные» 19 лет (подразумевается, что шёл двадцатый).
Современники расходились во мнениях относительно происхождения Фёклы Викторовой:
- Сам Николай Некрасов в завещании назвал её дочерью «умершего рядового» императорской армии[3].
- Современница поэта Екатерина Жуковская воспринимала Фёклу Викторову как дочь военного писаря[4][3][10].
- Карабихский винокур П. Е. Кошкин утверждал, что поэт и его будущая супруга познакомились в Санкт-Петербурге, но Фёкла Викторова происходила из Вышнего Волочка и была дочерью обер-офицера[Прим 1][3][4].
- Друг поэта, государственный деятель и охотник-любитель Василий Лазаревский утверждал в дневнике, который ещё не был опубликован к 1978 году, когда на него ссылалась Ломан, что до знакомства с поэтом Викторова была содержанкой некоего купца Лыткина[8][11][12]. Монограммист М. С., автор статьи в справочном издании, посвящённом ближайшему окружению поэта, писал в связи с этой версией: «Дневниковая запись Лазаревского, фиксирующая полученную информацию и не содержащая личных оценок, представляется наиболее свободной от тенденциозности в освещении фактов»[9].

Ольга Ломан собрала в 1960-х — 1970-х годах новые свидетельства людей, знавших Викторову по Саратову, где она поселилась после смерти поэта, но они не внесли ясности в уже известную информацию [ниже и далее сохранена орфография и пунктуация оригинала]:
- Е. Ф. Еремеева утверждала: «Будучи на охоте, Некрасов зашёл в дом её отца Анисима Викторова. В доме своего отца она и познакомилась с поэтом».
- А. Г. Озолина сообщала: «Она из бедной семьи была. Мать была прачкой. Некрасов встретил её на улице, познакомились, а потом сделал ей предложение и женился»[9][13]. Монограммист М. С. утверждал, что эта версия «могла быть продиктована потребностью „очистить“ образ этой женщины от того, что традиционно вызывало осуждение»[9].
- Т. И. Орлова рассказала: «З. Н. была дочерью прачки. С ней Некрасов встретился в Чудове, когда она возвращалась с реки с корзиной белья на голове»[9][13].
- Племянница Некрасова Вера Фёдоровна Некрасова сообщила Ольге Ломан: «О Зин. Ник. нам было ничего не известно, ни отец, ни мама ничего не рассказывали. Помню только, что мама говорила, что Зин. Ник. торговала где-то на улице (чем не помню; кажется, цветами), и там Ник. Алек. с ней познакомился».
- А. И. Мещанинова, внучка родной сестры Фёклы Викторовой, заявила исследовательнице, что родители девушки происходили «из колпинских мещан».

Сохранилось ещё одно свидетельство. Литературовед Корней Чуковский утверждал, что девушка была дочерью барабанщика, и что «говорили (а может быть, и это была клевета), будто благозвучный псевдоним был ей дан в том учреждении на Офицерской, где поэт познакомился с нею». Источник своей информации Чуковский в этой статье не раскрыл. В дневнике за 1920 год Чуковский так воспроизводил версию происхождения Зинаиды Николаевны, которую, по его словам, услышал от сводной сестры поэта Елизаветы Александровны Фохт (Некрасовой)-Рюмлинг: «Она б[ыла] из весёлого дома, с Офицерской ул. Я и дом этот помню, там была мастерская слесаря, а над мастерской висел ключ — вместо вывески — и вот у жены слесаря было 3 или 4 „воспитанницы“, к к-рым приезжали гости — иногда девицы ездили к гостям. Их гостиная так и называлась „Под ключом“. Когда закутят мужчины — „едем под ключ“. Зина была из-под Ключа». Доктор филологических наук Михаил Макеев приписывал информацию о «постыдной профессии» девушки дневнику Лазаревского, а тот, по его мнению, мог услышать её от самого поэта. В то же время Макеев писал, что это — дезинформация, так как во внешности или поведении самой девушки не было никаких следов (вульгарности, развязности) «постыдной профессии». Сам исследователь предполагал, что она происходила из мещан, была сиротой, служанкой одного из состоятельных знакомых поэта, который, предположительно, использовал её как наложницу и отдал её или даже «продал» Некрасову. Доктора исторических наук Наталия Лебина и Михаил Шкаровский писали в книге «Проституция в Петербурге (40-е гг. XIX в. — 40-е гг. XX в.)» (1994), что для проститутки возможность наладить «честную жизнь» давало вступление в брак, тут же обращая внимание, что женитьба на проститутках мужчин из «общества» «редко заканчивалась благополучно». Да и само подобное событие происходило не часто: Врачебно-полицейский комитет Санкт-Петербурга насчитал с 1901 по 1910 год только 4 брака. В качестве более ранних примеров подобных событий авторы монографии называли браки Петра Шмидта и Николая Некрасова: «На склоне лет на публичной женщине Фёкле Онисимовне Викторовой из „весёлого дома“, именуемого „Под ключом“, на Офицерской улице женился Н. А. Некрасов». Данную версию происхождения супруги поэта приводит и книга «Некрасов и его окружение. Справочное издание», уточняя, что она «упоминалась в отдельных специальных (Лебина, Шкаровский) и литературоведческих трудах как бездоказательная и клеветническая (Ломан) или как опирающаяся на сведения, сообщённые в личной беседе».
Биограф супруги Некрасова Владислав Евгеньев-Максимов разместил в 1915 году в газете «День» сообщение: «В литературе нет никаких сведений о жизни Зинаиды Николаевны до знакомства с Некрасовым и об обстоятельствах, при которых они познакомились. Автор настоящей статьи… был бы чрезвычайно благодарен за всякие на этот счёт указания». Его просьба о помощи в сборе информации осталась без ответа. Паспорт Зинаиды Некрасовой, хранящийся в Институте русской литературы, не даёт никаких сведений по проблеме. Переписка между супругами отсутствует, так как они не расставались на протяжении всей оставшейся жизни поэта. Ольга Ломан лишь предполагала, что Фёкла Викторова была «простого звания, рано осиротевшая и не получившая систематического образования. Вряд ли она родилась в Карабихе или Чудове: судя по письмам Некрасова, в эти места она впервые приехала вместе с ним. Не могли быть её родиной и места вблизи Грешнево, что подтверждается отсутствием о ней в Грешневе преданий и рассказов. Старожилы Грешнева, современники поэта, её не знали».

### Совместная жизнь с Николаем Некрасовым
Хранитель Музея-квартиры Н. А. Некрасова Ольга Ломан писала, что после разрыва с Авдотьей Панаевой в 1863 году Николай Некрасов оказался очень одинок. Не принесли ему семейного счастья и домашнего уюта связь с французской актрисой Михайловского театра Селиной Поттше-Лефрен и с ярославской вдовой Прасковьей Николаевной Мейшен (осенью 1869 и зимой 1869—1870 годов). В письмах к брату Фёдору поэт упоминал имя последней исключительно в связи с деньгами («отдай 150 р.», «заплати проценты из моих денег», «пошли за мой счёт», «дай ей деньги»…). К этим личным проблемам добавились разочарование в друзьях, трудности со здоровьем, цензурные препятствия в издании каждого нового номера литературного журнала «Отечественные записки». Свидетельством этих проблем Ольга Ломан называла то, что в 1869 году Николай Некрасов «не написал ни одного стихотворения».

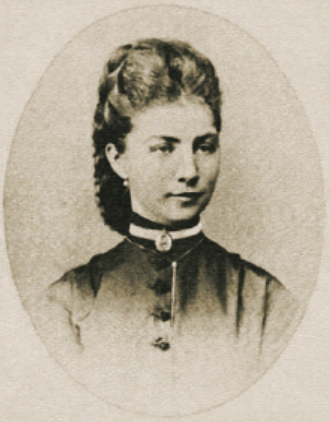
Фридрих Гюнтер Мёбиус. Зинаида Николаевна Некрасова (Фёкла Анисимовна Викторова), 1870-е

Весной 1870 года Николай Некрасов познакомился с двадцатитрёхлетней Фёклой Анисимовной Викторовой (сама она утверждала в воспоминаниях, что ей было только 19 лет). Ольга Ломан охарактеризовала её как «красивую и скромную, добрую и сердечную, весёлую певунью и хохотушку». На тот момент поэту было уже 48 лет. Литературовед считала, что Некрасов сначала не воспринимал серьёзно свои отношения с девушкой. Он поселил Фёклу Викторову на снятой специально для неё квартире (она находилась в центре города в Поварском переулке), но позже предложил переехать в пустующую после смерти Ивана Панаева и отъезда в 1863 году его супруги половину собственной квартиры. Лестница на этаже завершалась площадкой, дверь направо вела в комнаты поэта, а налево — в комнаты Фёклы Викторовой, внутри же помещения сообщались. В этих комнатах Зинаида Николаевна прожила вплоть до смерти поэта. Первые упоминания о девушке появляются в письмах Некрасова в мае 1870 года. Так, в письме от начала мая к Василию Лазаревскому, с которым поэт собирался охотиться, Некрасов сообщает, что не попал в Чудово, так как «возникло нечто, вследствие чего надо остаться ещё несколько дней здесь». Напротив этого фрагмента Лазаревский на полях письма сделал пометку: «Зина» ([Зинаида Николаевна], уже тогда так называл Фёклу Викторову поэт). 7 мая 1870 года Лазаревский в дневнике упомянул о поездке с Некрасовым в Чудово «впервые вместе с Зиной».
О появлении своего нового имени и отчества Фёкла Викторова рассказала саратовскому журналисту Николаю Архангельскому: «Николай Алексеевич стал звать меня Зиной, прибавив своё отчество. Вслед за ним и все знакомые стали звать меня Зинаидой Николаевной, так что в конце концов я настолько освоилась с этим, что, кажется, забыла, что меня зовут Фёклой Анисимовной». Некоторые советские и российские литературоведы считали причиной смены имени неблагозвучность имени и отчества девушки, полученных от рождения. Кандидат филологических наук Ирина Абрамовская и старший научный сотрудник дома-музея поэта в Чудово Ирина Смирнова считали, что в имени Зинаида Некрасов отразил смыслы, которые отвечают как характеру Фёклы, так и её отношениям с поэтом. В переводе с греческого др.-греч. Ζηναΐς имя это означает «Принадлежащая Зевсу», «…из рода Зевса» или «божественная дочь», а отчество в подобной трактовке указывает на самого покровителя девушки — Николая Некрасова. В переводе с арабского языка это же имя имеет значение «Красивая», а с латинского — «Заботливая». По мнению Абрамовской и Смирновой, именно эти качества имел в виду поэт, давая новое имя девушке.

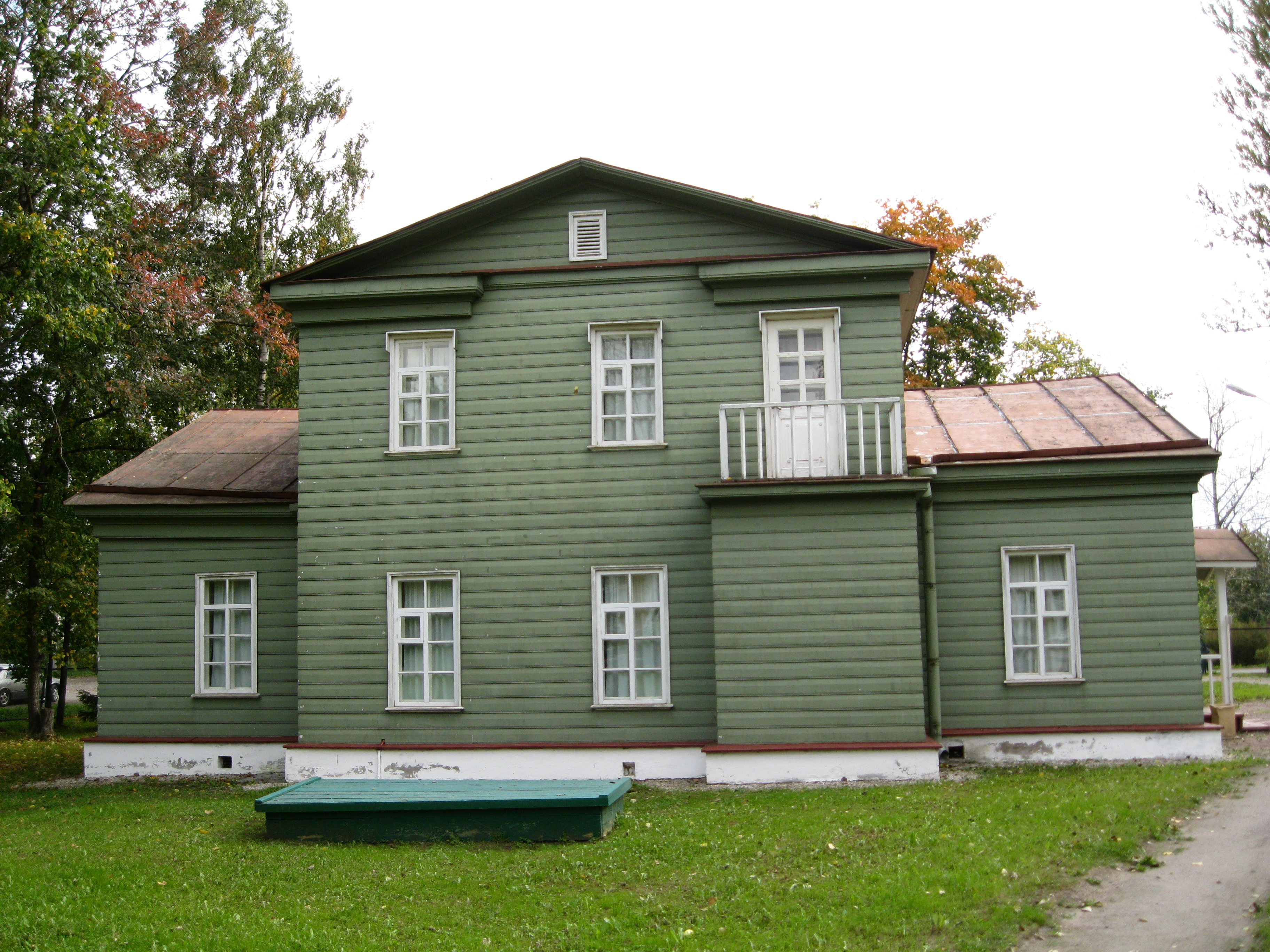
Дом-музей Н. А. Некрасова в Чудово

Ольга Ломан отмечала, что уже на первом году совместной жизни с Зинаидой поэт пишет родным, не отделяя себя от неё: «посылаем», «мы уезжаем», «мы двинемся в Диепп», «приезжайте к нам в Петербург… будем рады», «Мы с Зиной», «Прибыли мы в Петербург благополучно… перебрались в Чудовскую усадьбу»…. Вместе с тем Некрасов не ездил с девушкой на приёмы, где могли оказаться малознакомые люди. Чаще всего, когда поэт уезжал, то Зинаида оставалась дома. Если же она сопровождала Некрасова в поездке, то дожидалась его в карете.

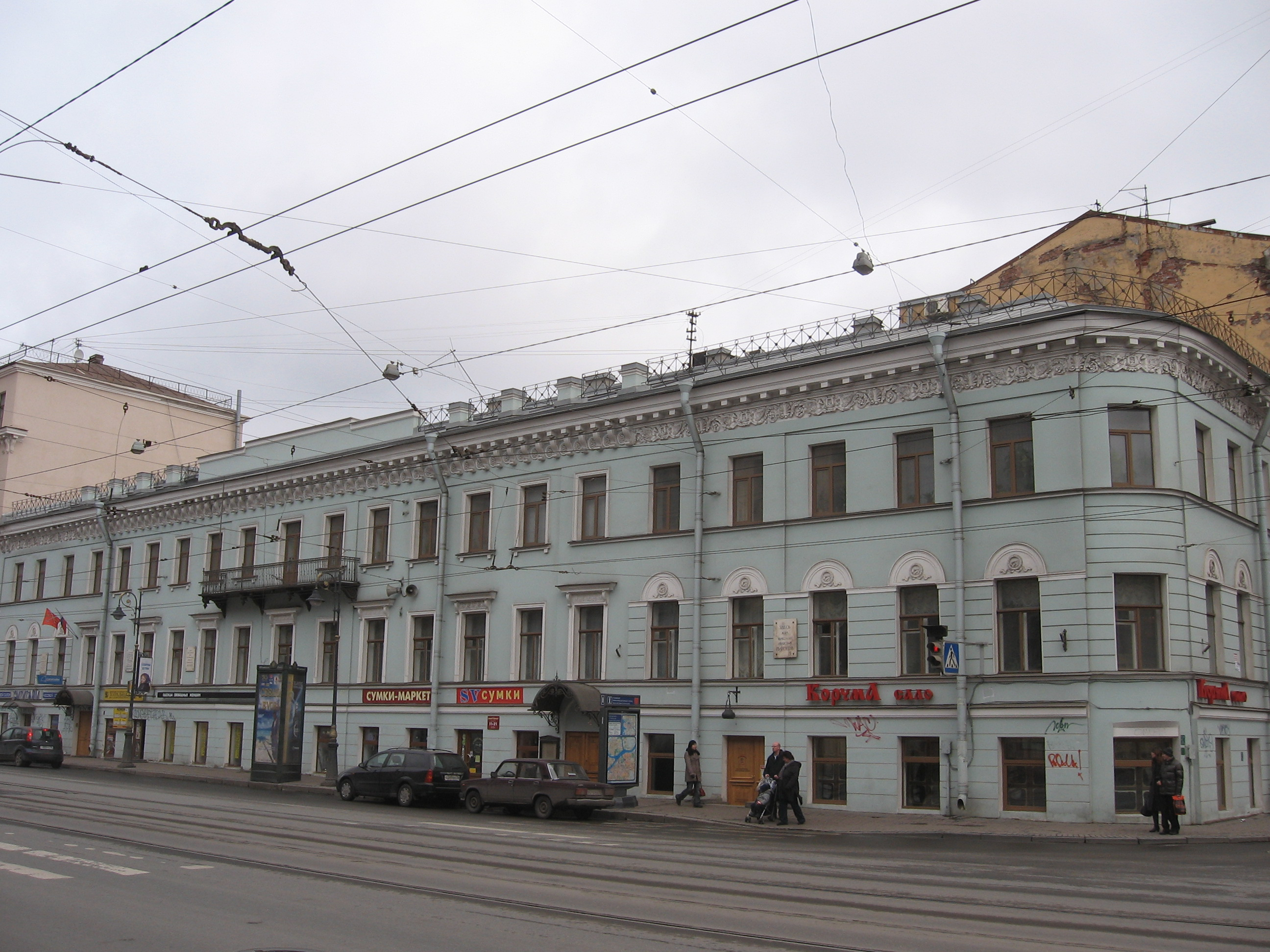
Дом Краевского в Санкт-Петербурге, где проживали Николай Некрасов и Фёкла Викторова

С самого начала совместной жизни поэт пытался дать своей любимой хорошее и всестороннее образование. Сообщив брату, что приедет в Карабиху не один, он попросил взять в Ярославле напрокат рояль. Зинаида обладала приятным голосом и музыкальным слухом, пела. Первое время девушка писала очень медленно и допускала большое количество орфографических ошибок («не могу убедить её писать, ибо она боится орфографических ошибок, с которыми пишет», — утверждал Некрасов). Уже после смерти Некрасова, проживая в Саратове, Зинаида сама учила грамоте детей и взрослых женщин. По настоянию поэта, Зинаида брала уроки французского языка, которые ей давала Мария Наксарий. Впоследствии она вспоминала, что «французским языком Зин. Ник. занималась усердно и с большим успехом». Противоположное свидетельство принадлежит супруге брата поэта Фёдора Наталье Павловне: «В 1873 году летом Николай Алексеевич ездил за границу, был в Париже и очень комично жаловался на то, что Зинаиде Николаевне не даются иностранные языки и что даром были потрачены деньги на учителей». Михаил Макеев утверждал, что, вероятно, девушке не хватало не столько образования, сколько развития.

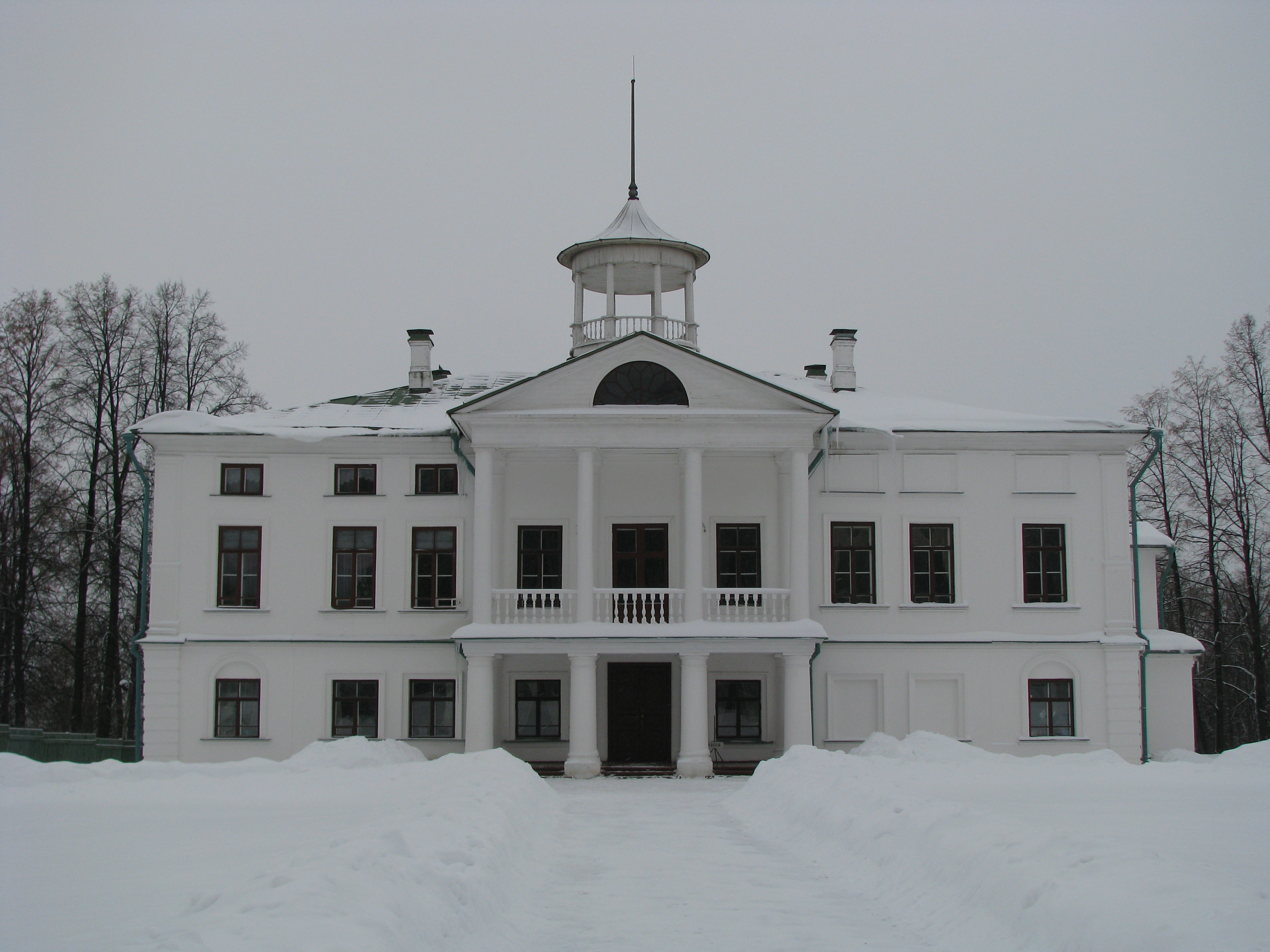
Усадьба Некрасова в Карабихе

Однако сама Зинаида Николаевна в воспоминаниях 1914 года сообщала другую версию: «Николай Алексеевич любил меня очень, баловал; как куколку, держал. Платья, театры, совместная охота, всяческие удовольствия — вот в чём жизнь моя состояла. Хорошо жилось тогда, потому что молода, ветрена была, а теперь вот глубоко жалею, что не развивал меня Николай Алексеевич. Единственный упрёк, который могу к нему предъявить».
Николай Некрасов проводил с будущей супругой много времени, рассказывал о себе, работе, своих планах, своём детстве. Вместе с тем она не всегда понимала заботы, волнения и огорчения своего мужа. Ольга Ломан писала, что Зинаида Николаевна «женским чутьём угадывала, чем она может облегчить его жизнь». Зинаида сопровождала поэта в цензурное ведомство и дожидалась его выхода, чтобы успокоить. Некрасовы вместе посещали театр, концерты и выставки, ездили отдыхать на острова или на прогулки по городу, делали покупки в магазинах. Высказывалась и другая версия — Зинаида Некрасова любила проводить время дома, а Некрасов предпочитал игру в карты в клубе. Когда поэт давал девушке билет в театр или на концерт для самостоятельного посещения, то Зинаида высиживала только около четверти часа, чтобы оправдать потраченные деньги, а потом уходила. На следующий день она ничего не могла рассказать Николаю Алексеевичу о своих впечатлениях, а выдумывать не умела. Свои поступки она объясняла так: «Как я могу спокойно сидеть в театре или на концерте, когда у меня все мысли о тебе… мне всего спокойнее в одиночестве. По крайней мере, никто мне не мешает думать о тебе». В результате Некрасов сам начинал ездить с девушкой на подобные мероприятия. Местные крестьяне вспоминали о супруге поэта: «Никогда не давала ему сердиться, всё ухаживала за ним. Если он нервничает или что, она сейчас его уговорит, уласкает. Хорошая была!».
Зинаида повсюду сопровождала поэта. В 1873 году Некрасов и Зинаида Николаевна вместе с сестрой Николая Алексеевича Анной Алексеевной побывали за границей: в Киссингене, Париже, Дьеппе. Спутница последних лет жизни сопровождала Некрасова и во всех его поездках по России — в Карабиху, в Чудовскую Луку, в Крым. Писатель и литературный критик Владимир Боцяновский в очерке «Влас», опубликованном в 1921 году, утверждал, что Некрасов ревновал Зинаиду Николаевну. На ревность поэта она жаловалась своей учительнице французского языка Марии Наксарий. По утверждению Боцяновского, несколько раз Зинаида готова была даже покончить с собой. Однажды, она заявила Некрасову, что готова выброситься из окна. На это поэт быстро подошёл к окну, открыл его и сказал: «Пожалуйста». Боцяновский писал, что ревность Некрасов считал одним нз своих главных пороков.

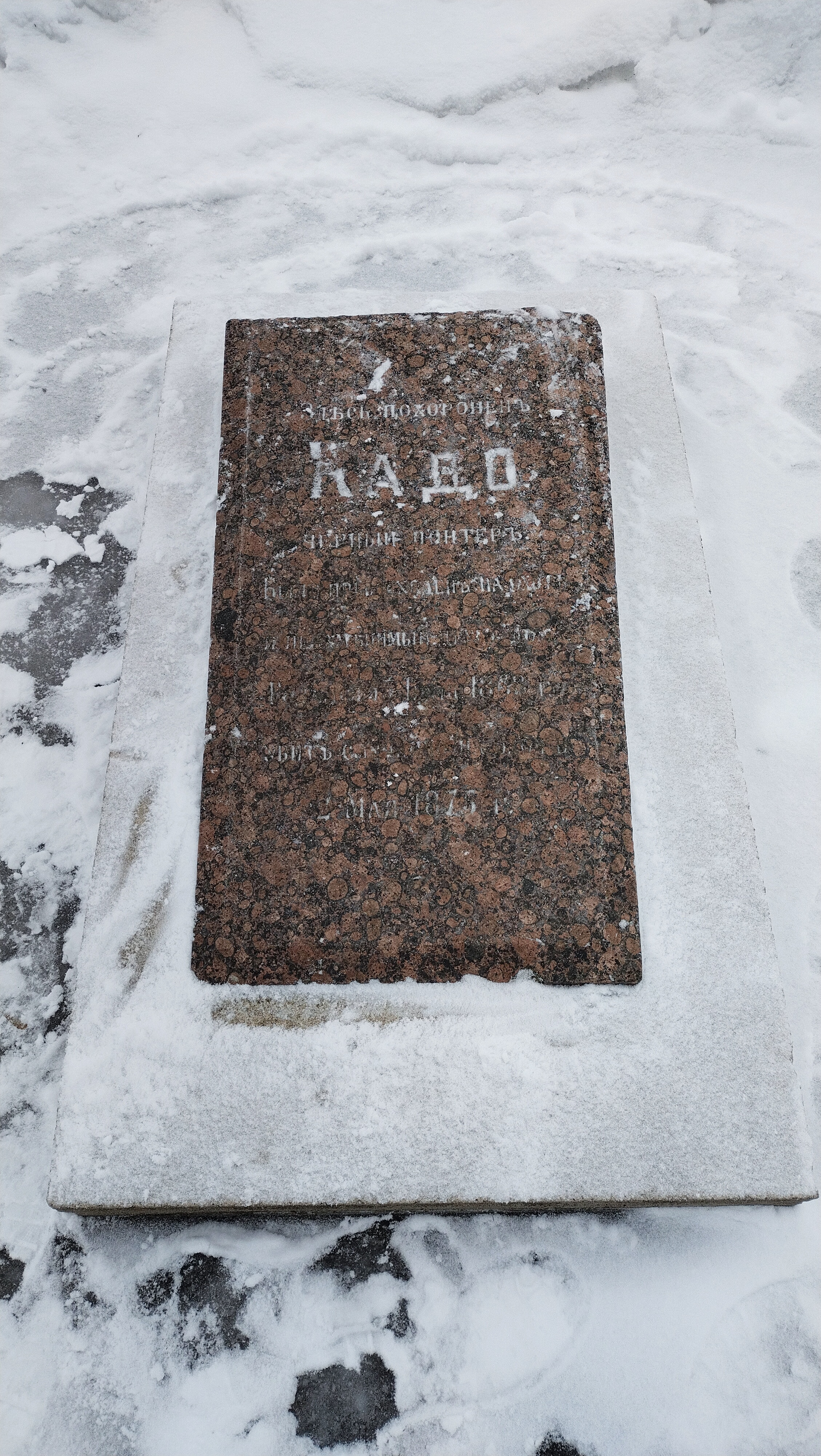
Могила пойнтера Николая Некрасова Кадо в Чудово

Зинаида помогала супругу в чтении корректур: следила по оригиналу, когда он правил оттиски, а иногда и сама сверяла их с оригиналами, если поэт был чем-либо занят.
2 мая 1875 года Зинаида Николаевна случайно застрелила пойнтера Кадо — любимую собаку Некрасова. Во время охоты в Чудовской Луке Зинаида Некрасова отделилась от поэта и направилась на болото, чтобы пострелять уток. Собака помчалась за ней. Раздались выстрел и лай пса. Некрасов побежал на его звук прямо через болото. Он изорвал себе одежду, исцарапал руки и лицо, а, добежав, увидел Зинаиду, сидящую на берегу и держащую на коленях окровавленного Кадо. В изложении очевидца происшествия охотника Миронова события развивались несколько по иному: «На токах были, сидели в шалаше, ночью часа в два. Вышла она [Зинаида Николаевна] из шалаша, а из кустов тетёрка. Она трах, а Кадо как раз тут же крался. Взвыл пёс и кувырком».
Сама Зинаида Некрасова была безутешна: плакала и умоляла супруга простить её. В ответ, по словам советского литературоведа Владимира Жданова и доктора филологических наук Николая Скатова, поэт сказал: «Что ты, о чём убиваешься? Эту собаку ты нечаянно убила, а каждый день где-нибудь на свете людей нарочно убивают». В память любимого пса рядом с усадебным домом Некрасов поставил гранитную плиту. По версии литературного критика Николая Ашукина, над могилой была положена тёмно-серая мраморная плита. После этого происшествия супруга поэта полностью прекратила охотиться.
Владислав Евгеньев-Максимов считал, что цитируемое как якобы принадлежащее перу поэта стихотворение (хотя и сохранённое только в записи некоего анонимного казанского студента, родившегося в Ярославле), приведённое в так и оставшейся неопубликованной книге литератора Николая Панова о жизни и деятельности Николая Алексеевича, действительно может принадлежать Некрасову. Это стихотворение посвящено гибели Кадо. В нём присутствуют строки, указывающие на невольную убийцу пса: «Убит не вражеской рукой, Рукою искреннего друга».

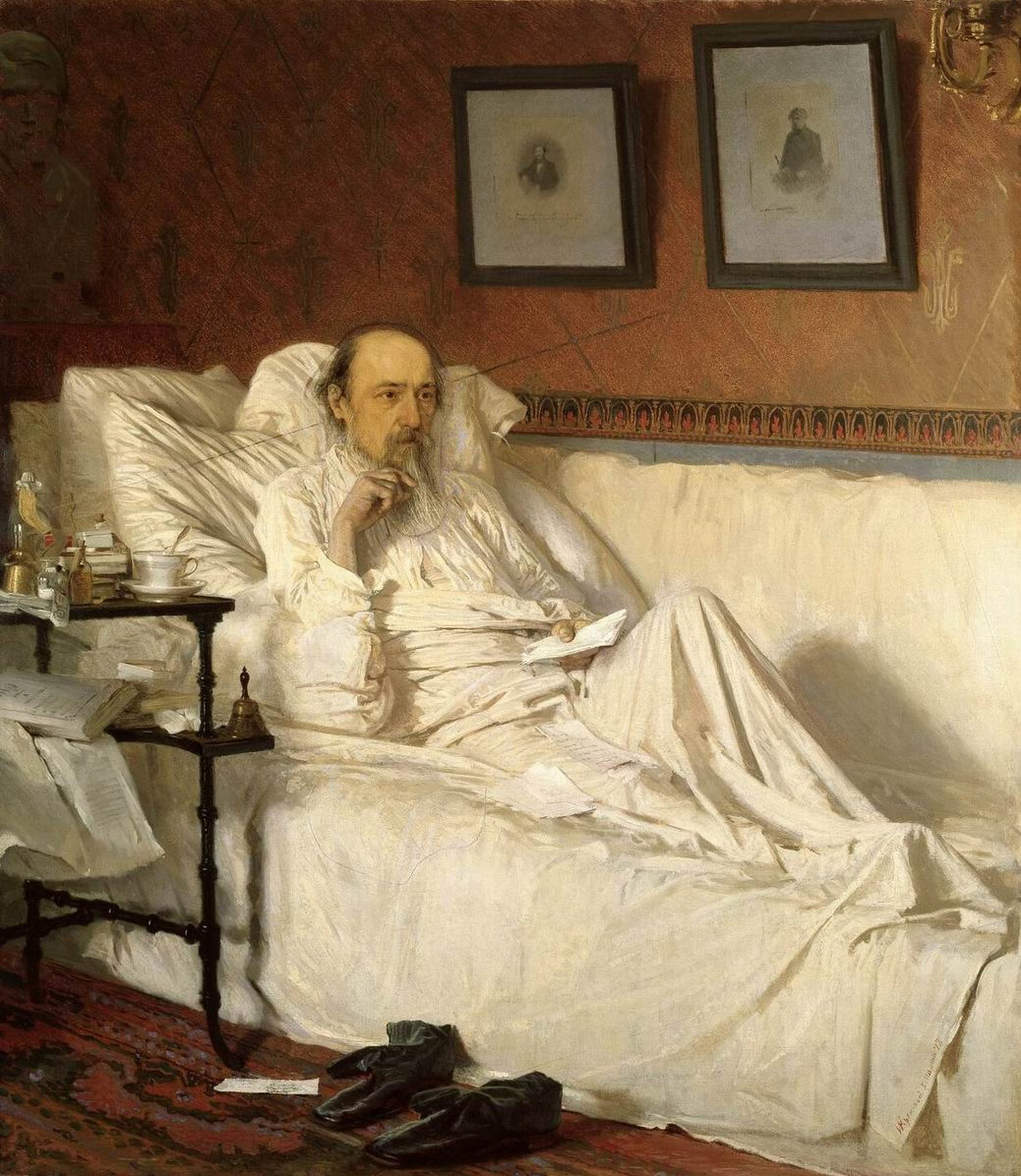
Иван Крамской. Н. А. Некрасов в период «Последних песен». 1877—1878

Наибольшую близость супругов современники отмечали в последние годы жизни поэта, во время тяжёлой его болезни. Писатель Николай Панов вспоминал: Некрасов «призывал Зинаиду Николаевну, усаживал её возле себя и вёл с нею задушевную беседу. Суровое за несколько минут перед тем лицо преображалось: глаза светились кроткой грустью». Супруга делала мужу перевязки. Зинаиде было сложно скрывать свои переживания и усталость, тем более что сам поэт просил её: «Смейся, пой, как пела ты весной». Позже сама Некрасова вспоминала: «Чтобы поободрить его среди нечеловеческих страданий, весёлые песенки напеваю. Душа от жалости разрывается, а сдерживаю себя, пою да пою…». Она говорила: «Столько пришлось перенести тогда, что в пять-шесть месяцев на несколько лет серьёзней и старше стала».
Перед смертью поэт принял решение сочетаться с Зинаидой законным браком (при этом он первоначально обсудил данный вопрос со своим камердинером Никанором Бутылиным). Известно, что Зинаида пыталась отказаться от венчания. Ольга Ломан предполагала, что настойчивость поэта была связана со страхом оставить её «без законных прав». Некрасов был слишком слаб, чтобы венчаться в церкви, священники же один за другим отказывались проводить венчание на дому, «не желая рисковать местом или наживать себе неприятности». В соответствии с архивными документами, найденными Ольгой Ломан, разрешение на совершение брака на дому так и не было получено, так как венчание на дому было запрещено. Юрист Алексей Унковский поехал к митрополиту Новгородскому, Санкт-Петербургскому и Финляндскому, первенствующему члену Святейшего правительствующего синода Исидору. Сославшись на церковные уставы и отказав в венчании на дому, тот, однако, сказал, что военное духовенство имеет походные церкви: «Где поставил палатку — там у них и церковь, и всякое таинство можно совершить». После этого Унковский обратился к военному духовенству. Церковь-палатку установили. Венчание состоялось 4 апреля 1877 года в большом столовом зале квартиры поэта на Литейном проспекте. Поддерживая под руки, супруга трижды провели вокруг аналоя. Некрасов шёл босой, на нём была только рубашка. Свидетелями бракосочетания выступили Михаил Салтыков-Щедрин и инженер Александр Ераков. Справочное издание «Летопись жизни и деятельности Н. А. Некрасова в 3 томах», вышедшее в 2009 году, называет ещё и третьего свидетеля — Е. А. Романовского
Священник Санкт-Петербургского Адмиралтейского святого Спиридона Тримифунтского собора Михаил Васильевич Кутневич совершил обряд венчания на свой страх и риск, за что получил 500 рублей. За это на него было наложено от Святейшего правительствующего синода взыскание. Началось церковное расследование и других браков, совершённых Кутневичем. В результате он был лишён сана священника, а в 1885 году и вообще исключён из духовного звания. Брак Некрасовых, однако, после длительного рассмотрения обстоятельств его совершения и допросов свидетелей был признан законным.
27 декабря 1877 года в 8 часов 50 минут вечера Некрасов умер. Супруга находилась при нём до последней минуты. Мемуарист Павел Ковалевский так описывал заботу сестры и супруги об умирающем поэте: «Они соперничали в самоистязаниях: каждая не давала себе спать, чтобы услышать первый его стон и первой подбежать к постели. Для этого Зиночка, которая была моложе и со сном справлялась труднее, садилась на пол и уставлялась на зажжённую свечу… она из молодой, беленькой и краснощёкой женщины превратилась в старуху с жёлтым лицом и такою осталась».
Позже Некрасова рассказывала: «Когда он умер, я как сумасшедшая была…». Сохранилось свидетельство, передававшееся длительное время изустно (запись была сделана только в 1949 году), о её присутствии на похоронах мужа: «Зинаида Николаевна держалась всё время очень стойко и мужественно. Но при выносе гроба из квартиры ей стало плохо, я [приятель Некрасова по охоте тайный советник Николай Васильевич Холшевников] поддержал её, а то она бы упала. Но она оправилась и пошла вслед за гробом. Я вёл её под руку. Хотел усадить её в карету (их было много), но она не села и всю дорогу шла пешком вместе с народом за гробом мужа». В тот же день Зинаида Николаевна купила себе место на Воскресенском Новодевичьем кладбище рядом с могилой мужа. Квитанция на покупку хранится в архиве Пушкинского Дома. Есть свидетельства, что после смерти поэта Зинаида Николаевна собиралась уйти в монастырь.

### После смерти поэта
По завещанию (на тот момент Зинаида Николаевна имела официальный статус домоправительницы), Некрасов разделил своё имущество между родными и близкими. Супруге он передал в собственность всё, что находилось в его петербургской квартире, кроме ружей. Они были завещаны брату покойного — Константину Некрасову. Зинаида Некрасова получила также имение «Лука» вблизи Чудово, но половину его она должна была также передать Константину Некрасову. Завещанную ей часть усадьбы в Луке Зинаида Некрасова продала сестре поэта Анне (по данным Николая Скатова, она безвозмездно уступила её Константину Некрасову). 23 февраля 1878 года Некрасова в письменной форме отказалась от принадлежавших ей как супруге Некрасова прав на имение скончавшейся в это время Анны Бирар (сестры матери поэта) в Херсонской губернии, оценённое в 60 000 рублей.
Сразу после смерти поэта его родственники перестали считаться с Зинаидой Николаевной: братья Некрасова продали значительную часть имущества из петербургской квартиры на аукционе, а часть вещей была перевезена в Карабиху, завещанные вдове рукописи разбирала сестра поэта, она же сняла при новой публикации посвящение Зинаиде Николаевне в поэме «Дедушка» и не снабдила комментариями стихотворения, адресованные Некрасовой, в цикле «Последние песни». Фёдор Некрасов отказался пустить Зинаиду Николаевну в имение Карабиха. Содержать квартиру в Санкт-Петербурге у вдовы поэта не было средств, и она вынуждена была расторгнуть договор об аренде. Деньги, полученные после продажи имущества, Зинаида Николаевна положила в банк и жила на проценты от них. Ольга Ломан предполагала, что первоначально вдова собиралась обосноваться в Петербурге и сменила там «несколько квартир или комнат». В Петербурге жила в то время и сестра Зинаиды Николаевны с дочерью.
Некоторое время Зинаида Николаевна проживала в Крыму и на Украине — в Киеве и Одессе. Там она стала свидетельницей еврейских погромов. Сохранились свидетельства того, что она не побоялась взять под защиту от погромщиков еврейских детей. Когда толпа приблизилась к дому, где жила она и несколько еврейских семей, Зинаида Николаевна заперла ворота и вышла ей навстречу. Стоя у открытой калитки, она закричала: «Куда вы? Опомнитесь! Здесь я живу, я, вдова поэта Некрасова». Толпа разошлась.
С юга вдова поэта снова вернулась в Санкт-Петербург, но не поддерживала отношений со старыми знакомыми супруга. Многие из них были уверены (в том числе публицист и идеолог народничества Николай Михайловский, актёр и художественный критик Модест Писарев, кучер Некрасовых Фёдор), что она уже умерла. Историк Василий Бильбасов делал вывод о смерти вдовы поэта на основании того, что уже пять лет как опрятная прежде могила Николая Алексеевича пришла в запустение. Сохранившийся паспорт Некрасовой свидетельствует, что, проживая в столице по различным адресам, вдова поэта предпринимала поездки в это время в Севастополь, Киев, Старую Руссу.

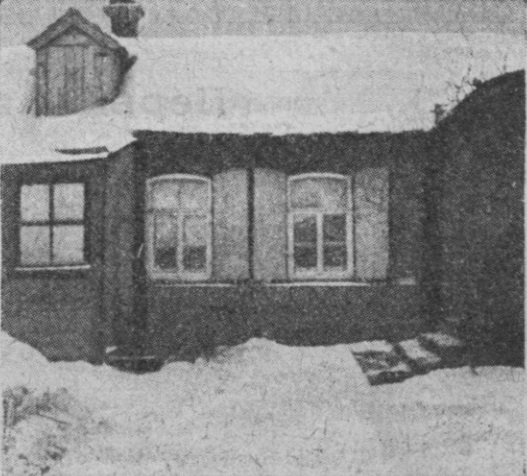
Дом Зинаиды Некрасовой в Саратове в январе 1913 года

С 1898 года Зинаида Николаевна поселилась в Саратове и прожила там 17 лет, только иногда выезжая из него, чтобы навестить своих родственников или могилу мужа. Жила она скромно «в деревянном домике, в небольшой чистенькой и уютной комнате», по возможности оказывая помощь бедным. Ещё проживая в Киеве, вдова поэта вступила в баптистскую общину. Общение с баптистами продолжалось и в Саратове. Саратовский журналист, скрывшийся за инициалами «В. Д-в», опубликовал в январе 1913 года в газете «Саратовский листок» маленькую заметку. Он решил навестить вдову поэта, однако в адресном столе ему не сумели сообщить никакой информации. Тогда он отправился в молельный дом баптистов на улице Грошовой, который регулярно посещала Некрасова. Выяснилось, что она больна и практически не покидает свой дом. Один из баптистов проводил журналиста к нему. Общение с самой Некрасовой оказалось невозможным. Дежуривший у дома баптистский проповедник Григорий Семёнович пустил Д-ва сначала во двор «хибарки», в которой жила Некрасова (откуда можно было увидеть только «вязаные старинные занавесочки» в окне комнаты вдовы, а за ними цветы), а затем в её сени, и обязался передать самой вдове о желании журналиста побеседовать с ней и «сфотографировать её каморку». Из сеней журналист слышал, как вдова поэта пыталась встать с постели, но проповедник, выйдя в сени, сообщил, что Некрасова отказала Д-ву в личном общении из-за больных сердца и ног. Рядом с заметкой была помещена фотография пожилой Зинаиды Некрасовой.
Местные баптисты выманивали у вдовы поэта деньги, а когда Зинаида Николаевна оказалась в крайне стеснительных материальных обстоятельствах и попросила вернуть взятые у неё деньги, то её отлучили от общины и запретили посещать молитвенный дом. Когда из-за этого вспыхнул скандал, то баптисты обратились к Зинаиде Николаевне с просьбой о примирении, но денег не отдали. Один из баптистов, занимавшийся торговлей свиным мясом, который взял у Некрасовой последние её три тысячи рублей, предложил вдове поэта в качестве компенсации место за прилавком своей колбасной лавки. Монограммист М. С. сообщает, что некоторое время Зинаида Николаевна действительно работала в колбасной лавке Кириллова на Немецкой улице

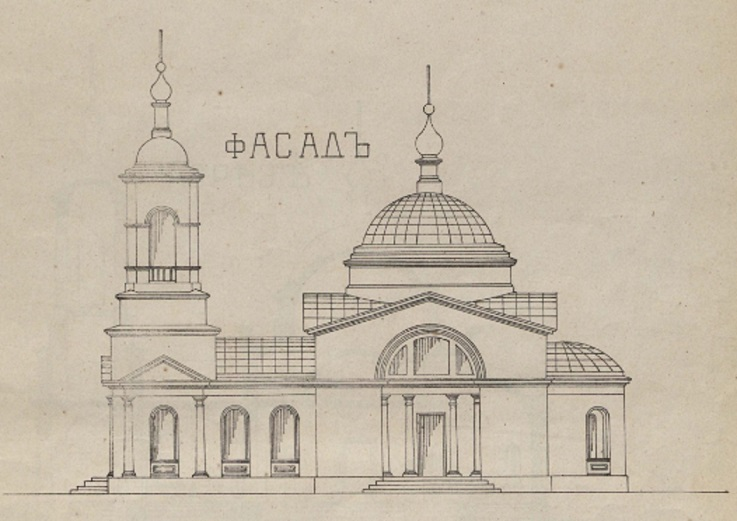
Михаил Грудистов. Воскресенская кладбищенская церковь в Саратове, 1877

Сбором денег для Зинаиды Некрасовой занялись газета «Саратовский вестник» и Литературный фонд, их присылали частные лица, но долгое время вдова поэта отказывалась принять деньги, рассматривая их как милостыню. К тому же теперь она с недоверием стала относиться к людям. В одном из немногочисленных интервью этого времени Некрасова рассказывала о себе: «Как улитка в свою скорлупу уединилась и живу тихонько… Никого почти не вижу… Бог с ними, с людьми-то. Много мне от них вытерпеть пришлось. Ах, жестокие, жестокие есть люди. Сколько времени прошло, а рана в душе не заживает…». Единственным вариантом получения собранных для неё денег, на который она согласилась, оказалась ежемесячная пенсия от Литературного фонда размером в 50 рублей.

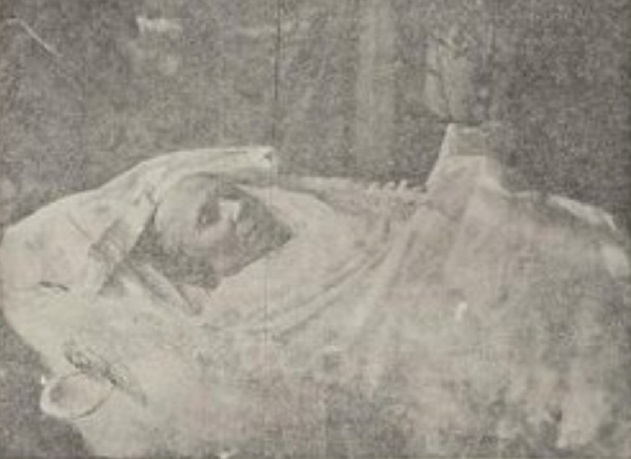
Зинаида Некрасова в гробу, 25 января 1915 года

Саратовцы сохранили в памяти бескорыстную помощь Зинаиды Некрасовой нуждающимся семьям, её любовь к детям, цветам, животным и птицам. Она часто ходила в городские трущобы и раздавала детям связанные собственными руками варежки, носки, шарфы и книжки со стихами Некрасова, угощала гостинцами. Зинаида Некрасова читала детям и преподавала им грамоту, пела вместе с ними детские песенки, рассказывала о своём супруге. «У неё был ясный ум и чистая, глубоко верующая душа… меня к ней влекла именно эта кристально чистая душа и какая-то особая цельность, говорившая о большой моральной силе», — рассказывал редактор «Саратовского вестника» Николай Архангельский.
В конце 1914 года ревматизм, диагноз которого врачи поставили супруге поэта, дал осложнение на сердце. «Метрическая книга, данная из Саратовской духовной консистории в Воскресенско-кладбищенскую церковь г. Саратова для записи родившихся, браком сочетавшихся и умерших на 1915 год», называет причиной её смерти миокардит. Возможно, сыграла роль простуда, которую она получила, кормя на морозе птиц. Болезнь приняла «острый и мучительный характер». Во время болезни Некрасова часто вспоминала супруга и читала наизусть его стихи. Зинаида Николаевна завещала похоронить себя по обряду православной церкви и скончалась у себя дома по адресу Малая Царицынская, дом 70 (в Государственном каталоге Министерства культуры Российской Федерации назван другой номер дома — 60), квартира Озолина в 4 часа 30 минут утра 25 января 1915 года. На похоронах (27 января) присутствовали только немногочисленные друзья, соседи и сотрудники саратовских газет. Отпевание происходило в Воскресенской кладбищенской церкви. Священник Сергий Троицкий несколько раз, в соответствии с волей покойной, возглашал «о упокоении новопреставленной Фёклы», но, по свидетельству присутствующих, в сторону прибавлял едва слышно: «она же Зинаида». В специально изданном по случаю смерти супруги поэта приложении к газете «Саратовский вестник», посвящённом Зинаиде Николаевне, была опубликована её фотография в гробу. Некрасова была похоронена на Воскресенском кладбище Саратова.

## Внешность Зинаиды Некрасовой

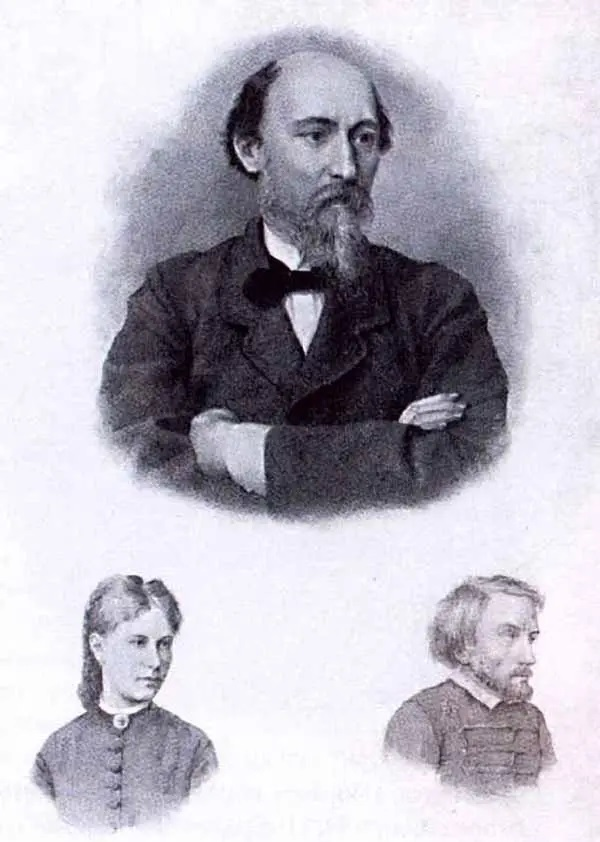
Иван Пожалостин. Портреты Н. А. Некрасова, В. Г. Белинского и З. Н. Некрасовой (гравюра), 1878

В справочном издании «Николай Алексеевич Некрасов. Библиографический указатель литературы» (2016) приводится снимок Зинаиды Николаевны, сделанный известным московским фотографом Фридрихом Гюнтером Мёбиусом в 1870-х годах. Сохранился фотопортрет супруги поэта, выполненный в мастерской фотографа его императорского высочества великого князя Николая Николаевича Старшего, члена Французского фотографического общества Карла Бергамаско. На нём изображена «миловидная, скромно одетая молодая женщина с пушистыми волосами, схваченными сеткой, с мягким овалом лица и добрыми глазами». 30 мая 1872 года супруги Некрасовы подарили этот портрет Александру Плещееву — сыну своего друга, поэта Алексея Плещеева, — вместе с парным портретом самого поэта. Об этом свидетельствовал Плещеев-младший: «Жена поэта, Зинаида Николаевна, в этот же день подарила также мне свой портрет. Они только что снимались у Бергамаска». Этот портрет супруги Николай Некрасов, по свидетельствам современников, любил. Зинаида Николаевна впоследствии разрешила его переснять, но запретила публиковать в печати до своей смерти. В апреле 1878 года российский гравёр, создатель целой галереи образов деятелей русской культуры своего времени Иван Пожалостин сделал по этому портрету «ремарку» в нижнем поле на одном из оттисков гравюры Некрасова по портрету художника-реалиста Ивана Крамского. Там же Пожалостин разместил и портрет художественного критика и публициста Виссариона Белинского. Саратовский фотограф Сергей Гришняков переснял фотографию Карла Бергамаско для овальной рамки в 1870-е годы.
Кучер поэта так описывал внешность Зинаиды Николаевны: «Она ведь тоже охотница была… Наденет это рейтфрак, брюки в обтяжку, как рейтузы гусарские, на голову циммерман, волосы под шапку подберёт, — и узнать нельзя, что женский пол. Николай Алексеевич до страсти любил её в этом костюме». Близко к этому описывал супругу поэта и охотник Миронов: «Зиновея Миколавна, бывало, всё с ним… Приедет из Питера барыней, а на охоту едет барином: брюки наденет, пиньжак, сапоги. Весёлая была, красивая. Иной раз на что-нибудь рассердится Миколай Лексеич, она сейчас охватит его, целует, развеселит да развеселит».
Корней Чуковский, основываясь на словах родственников поэта, давал следующее описание Зинаиды Некрасовой: «3ина была румяная, тонкая, и больше всего походила на балованную, смазливую, сытую горничную из богатого господского дома». Она была блондинка, на щеках у неё были ямочки, она любила такие слова, как «мордашка», «милашка», — и Гостиный двор являлся для неё величайшим источником радостей". Елизавета Некрасова-Рюмлинг описывала Зинаиду Некрасову следующим образом: «Наружностью своей не была привлекательна: светлая блондинка с маленькими серыми глазами и почти белыми ресницами. Лицо у неё было очень длинное и крайне холодное».

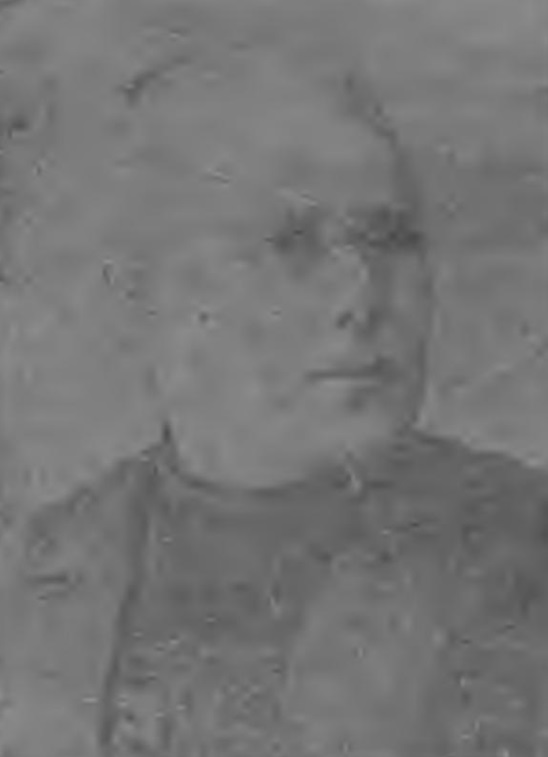
Зинаида Некрасова в 1913 году

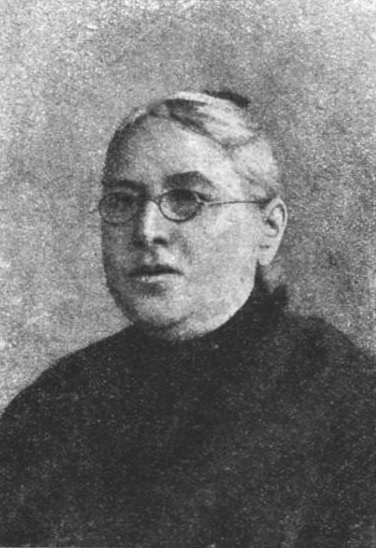
Фотопортрет вдовы Николая Некрасова из журнала «Нива», 1918

Две фотографии Зинаиды Некрасовой были опубликованы в печати в начале XX века. Одна — в газете «Саратовский листок» за январь 1913 года, а вторая — в журнале «Нива» за май 1918 года. На момент смерти супруги поэта среди её вещей находился также некий портрет «З. H-ны». Его взяли себе хозяева квартиры, на которой она проживала, — Озолины. Больше о нём ничего не известно.
Александр Плещеев оставил словесный портрет Зинаиды Некрасовой: «Зинаида Николаевна, на мой взгляд, была красавицей, располагавшей к себе и нежным взглядом, и всегда приветливой улыбкой. Волосы её были светлые, профиль на редкость правильный, римский, сказал бы я. Душа русской добрейшей женщины чувствовалась в ней с первого знакомства». Племянник Некрасова Александр Фёдорович вспоминал о супруге поэта: «Я помню отлично Зинаиду Николаевну, эту голубоглазую блондинку с очаровательным цветом лица, красиво очерченным ртом и жемчужными зубами. Она была стройно сложена, ловка, находчива, хорошо стреляла и ездила верхом, так что иногда Н. А. брал её с собой на охоту». Преподавательница французского языка вспоминала о Зинаиде: «очень симпатичная, простенькая, типа модистки, но умная женщина».
Свидетельства о внешности Зинаиды Николаевны во время проживания в Саратове противоречивы. Некоторые современники писали о ней: «Статная, румяная, с красивой сединой, с живыми голубыми глазами». Саратовец Иван Соколов оставил следующую характеристику после общения с вдовой поэта: «Она была оживлена, много рассказывала и смеялась. Мне она показалась разговорчивой, славной и весёлой». Антонина Архангельская писала: «На меня, девочку, она производила всегда приятное впечатление: высокая, красивая, скромная и приветливая. А была тогда она уже пожилой и часто прихварывала». Художественный критик Павел Ковалевский, однако, утверждал, что после смерти Некрасова его вдова «превратилась в старуху с жёлтым лицом и такою осталась». Сама Некрасова стала отмечать изменения в своей внешности, ещё ухаживая за умирающим супругом. Она писала, что два года вынуждена была обходиться без полноценного сна, ходила словно во сне и стала «пухнуть». В Саратове Зинаиду Николаевну видели только в трауре, но похоронить себя она завещала во всём белом.

## Отношения с супругом и близкими ему людьми
Характеризуя отношения Некрасова и Зинаиды Николаевны, доктор филологических наук Михаил Макеев писал, что девушка не имела ни состояния, ни высокого социального статуса, поэтому то, что она долгое время не предпринимала никаких попыток оформить отношения с поэтом, говорит о её доверии к нему. По мнению исследователя, именно это доверие в соединении с «полной зависимостью» от поэта и привязывало Некрасова к его будущей супруге. Михаил Макеев считал естественным, что Некрасов относился к супруге «несколько свысока, шутливо-иронически», но связывал это с разницей в возрасте, а не с её более низким социальным статусом. Особо Макеев отмечал, что Зинаида Николаевна привлекла к себе поэта желанием развиваться. Именно этого ему не хватало в его прежней возлюбленной — Прасковье Мейшен. В сочетании с весёлым и добрым нравом, увлечением любимыми занятиями самого Некрасова — охотой и игрой на бильярде — это качество превратило Зинаиду Некрасову в спутницу жизни поэта.
Кучер поэта так характеризовал отношение Зинаиды Некрасовой к мужу: «Зинаида Николаевна смотрела на Николая Алексеевича не просто как на мужа, а как на существо неземное; стихи его все на память знала. Этими стихами он её в полон взял. Она ещё с детства все его песни твердила. Ну а как познакомились, да он её своей лаской пригрел, у неё только и света было, что Николай Алексеевич». Проживая в Саратове, Зинаида Некрасова постоянно вспоминала о покойном супруге, а «на висевший в её комнате его портрет часто смотрела со слезами». Зинаида легко находила общий язык с местными крестьянами, их детьми, помогала больным, часто дарила подарки: деньги, ситец, конфеты.
Близкие друзья поэта относились к Зинаиде с уважением и испытывали к ней искреннюю симпатию. Русский общественный деятель и публицист Алексей Головачёв упоминал в письме от 11 октября 1876 года о желании поиграть с ней «в пикет на берегу морском». Писатель, поэт, переводчик; литературный и театральный критик Алексей Плещеев писал о Зинаиде Некрасову 15 июня 1871 года: «Она обещала столько разных весёлых вещей моему [сыну] Сашке, что он и спит, и видит как бы попасть в Карабиху». Спустя год он познакомил Зинаиду Николаевну со своей гражданской женой Екатериной Даниловой. Мемуарист Пётр Боборыкин, намекая на нежелание поэта знакомить своих друзей с Зинаидой Николаевной, пишет, что сумел представиться ей только на второй год после того, как узнал о её существовании, но тут же делает замечание, что уже играет с девушкой на бильярде.

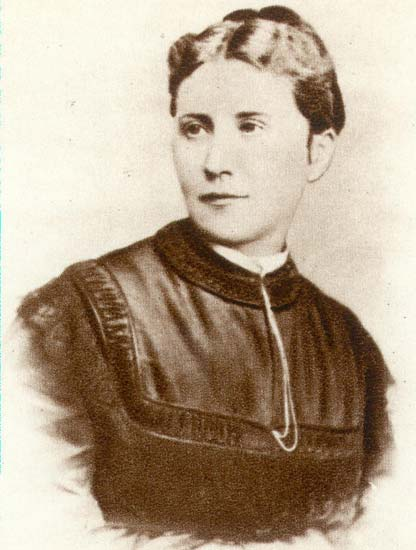
Писательница Анна Буткевич, сестра Некрасова и супруга Александра Еракова, 1869

Наладить отношения с родными супруга, однако, Зинаиде Некрасовой не удавалось. Глубокую антипатию к супруге поэта питали жена его брата Фёдора Наталья Павловна, а также сестра Некрасова Анна Алексеевна Буткевич. Содержание Письма 1084, направленного сестре в октябре 1874 года, свидетельствует, что поэт долгое время старался держать Зинаиду Николаевну в неведении относительно отрицательных эмоций, испытываемых по отношению к ней родственниками поэта. «Я её даже намёком не предупредил о том, как ты на неё смотришь, и мне было жаль и совестно внезапно поставить её лицом к лицу с человеком, о настоящих чувствах которого к ней она не имеет понятия», — писал Некрасов в письме к сестре. Неприязнь Анны Алексеевны, в конце концов, стала выражаться в неких, раздражавших поэта, поступках и жестах, которые удалось прекратить только после прямого разговора поэта с сестрой о них. Абрамовская и Смирнова, а также некоторые другие исследователи, объясняли негативное отношение родственников поэта к его возлюбленной тем, что у девушки отсутствовали культура и привычные для семьи поэта признаки достойного воспитания, а Анна Алексеевна ещё и ревновала к ней поэта, так как Зинаида Николаевна могла оттеснить её на второй план среди близких Некрасову людей. Анна Алексеевна даже писала об отсутствии у поэта перед смертью интереса к житейским делам и в связи с этим допускала, что Зинаида сама заставила его заключить с ней брак.
Сводная сестра Николая Алексеевича Елизавета Некрасова-Рюмлинг писала об отсутствии интереса Зинаиды Некрасовой к кому бы то ни было и к чему бы то ни было, об отсутствии у неё образования и отношении супруги к поэту как «каком-то натянутом», в котором не было «откровенности и правды». Зинаида Николаевна якобы была неприветлива к знакомым поэта, не имела представления о театре, искусстве, науке, не интересовалась даже приобретаемыми для неё модными одеждой и головными уборами. Жизнь за границей ей не понравилась и французским деликатесам она предпочитала отечественный картофель, жаренный на жиру. Единственное, что привлекало девушку — примитивные игры, в первую очередь карточные. После происшествия с Кадо, по утверждению Некрасовой-Рюмлинг, поэт Зинаиду Николаевну «не хотел совсем видеть. Разрыв между ними был близок, но как-то 3. Н. удалось остаться, как говорится, на своем посту». Наиболее же непрязненным было отношение к Зинаиде Николаевне второй жены брата поэта Фёдора Натальи Павловны.

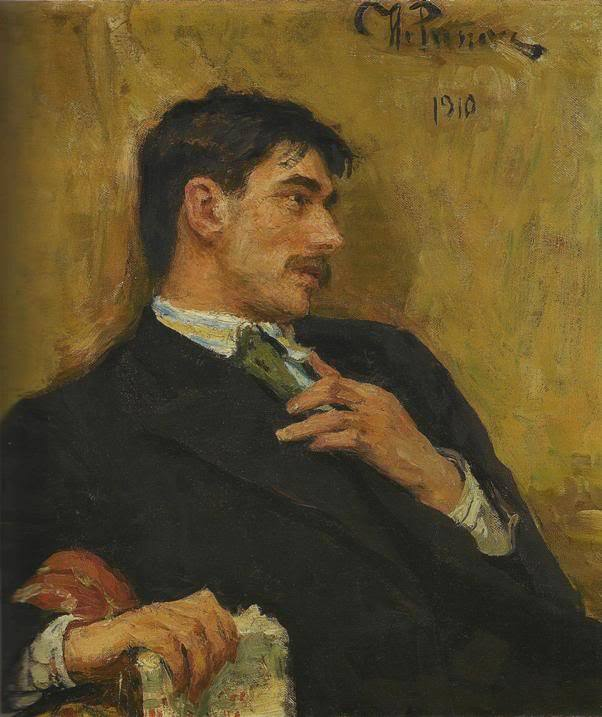
Илья Репин. Портрет Корнея Ивановича Чуковского, 1910

По мнению Корнея Чуковского, посвятившего творчеству и биографии Николая Алексеевича целый ряд статей, Зинаида Некрасова только имитировала любовь к поэту. Именно для этого она заучивала его стихи, целовала ему руки и старалась никогда не оставлять его одного. В статье «Подруги поэта» Чуковский утверждает, что имитация не удалась. Некрасов не верил в искренность девушки. На вопрос «Зачем была нужна имитация?» Чуковский давал однозначный ответ: чтобы «сделаться Некрасовой. Этого она добивалась, осторожно, с оглядкой». Подтверждение своему мнению Чуковский видел в поведении вдовы после смерти поэта. Те, кто знали её в Саратове, не могли поверить, что Зинаида Николаевна когда-то была супругой поэта: «тёмная мещанка» отказывалась разговаривать о Некрасове с литературоведами, вспоминала о муже «скудно» и «сбивчиво», его выдающиеся друзья вообще «прошли мимо неё, как тени». Вывод Чуковского: Зинаида Николаевна принимала все меры, чтобы отделиться от Некрасова, отрезать все нити, связывающие её биографию с поэтом.
Вместе с тем в сложившейся ситуации Корней Чуковский винил самого поэта: «женщины для него не любовницы, но как бы наёмные жёны». Некрасов не обременял себя ухаживаниями за ними, а просто поселял на своей квартире и становился их
«мужем на время». Фундаментом же отношений с каждой из них он «сознательно и откровенно ставил деньги», при этом «вся власть [над ними] находилась в руках у него». Исследователь обращал внимание, что поэт часто называл отца «старым развратником», но сам повторял в старости его отношения с женщинами, пусть и в более изысканных формах. В женщинах поэт не искал богатого внутреннего мира. Все его возлюбленные после Авдотьи Панаевой, с точки зрения Чуковского, были мещанками, с которыми даже не о чем было поговорить.
В то же время исследователь призывал воздержаться от упрощения ситуации: «Многое уродливое в нём [поэте] только сильнее подчёркивало душевную его красоту». В конце жизни, как допускает Чуковский, Некрасовым могла овладеть иллюзия идейного единства с Зинаидой Николаевной — он посвятил именно ей поэму «Дедушка» («Какое отношение имеет Фёкла Анисимовна к декабристам?», — задавался риторическим вопросом Чуковский) и надписал для неё свои «Последние песни», в конце концов, он «стал обращать к ней заветнейшие предсмертные думы», хотя супруга была не в состоянии разделить и оценить его революционные народнические взгляды. В щедрости Некрасова к своим спутницам Чуковский увидел «не столько платёж за их покупную любовь, сколько обычное в его быту выражение родственности, близости, нежности». Примером подобной щедрости исследователь называл денежные траты поэта на «пьяного и ленивого забулдыгу» брата Константина или своего «борзятника и дикаря отца», в духовном отношении не имевшего ничего общего с поэтом. Сложность и глубина собственной личности делала его одиноким, и поэтому «он давал этим людям деньги, не требуя от них ни благодарности, ни понимания, ни любви, ни привязанности», — подводил итог Чуковский. Одиночество же Некрасова, по словам Чуковского, было фатальным, так как он был одновременно картёжником и вождём молодёжи, эстетом и борцом за свободу, барином и разночинцем.

## Стихотворения поэта, посвящённые супруге
Некрасов посвятил Зинаиде Николаевне поэму «Дедушка». Посвящалась поэма «3-н-ч-е» («Зиночке»). «Дедушка» считается одним из первых в русской литературе больших произведений о декабристах. Впервые поэма была опубликована в № 9 «Отечественных записок» за 1870 год без даты создания произведения, с подписью: «Н. Некрасов». Она была переиздана в 1873 году в собрании стихотворений, где в оглавлении содержалась следующая информация: «Дедушка, поэма (1857 год)», но в изданном в том же году «Собрании сочинений» поэта датой создания был указан уже 1870 год. В посмертном издании 1879 года сестра поэта Анна Буткевич сняла посвящение «3-н-ч-е» («Зиночке»). Сохранился черновой автограф поэмы, он написан карандашом и датирован: «30 июля / 8 авг<уста 1870>». Автограф был обнаружен и впервые описан Корнеем Чуковским, он хранится в Российской государственной библиотеке (ГБЛ, ф. 195, on. I, № 5748, л. 1—8).
В 1876 году (18 мая) Некрасов написал стихотворение «Зине». Ольга Ломан отмечала, что хотя стихотворение носит интимно-личностный характер, оно «насыщено гражданскими мотивами». Литературовед делала вывод, что поэт воспринимал Зинаиду как «вдумчивого человека, способного понять его сокровенные мысли». По мнению Владислава Евгеньева-Максимова, изложенному в статье 1951 года «Поэтическое завещание Н. А. Некрасова» (она посвящена именно «Последним песням»), поэт в данном стихотворении высказывает своей подруге «задушевные мысли о том, что даёт человеку право на бессмертие». Впервые стихотворение было опубликовано в 1877 году в составе сборника «Последние песни». Автограф стихотворения к 1982 году (публикация в «Полном собрании сочинений» поэта в 15 томах) не был обнаружен. Корректура, выверенная самим Некрасовым, сохранилась и находится в Пушкинском доме (Институт русской литературы, ф. 134, оп. 11, № 3).
Ты ещё на жизнь имеешь право,

Быстро я иду к закату дней.

Я умру — моя померкнет слава,

Не дивись — и не тужи о ней!

Знай, дитя: ей долгим, ярким светом

Не гореть на имени моём:

Мне борьба мешала быть поэтом,

Песни мне мешали быть бойцом.

Кто, служа великим целям века,

Жизнь свою всецело отдаёт

На борьбу за брата-человека,

Только тот себя переживёт…
Ночью 4 декабря 1876 года Некрасов написал новое лирическое стихотворение, обращённое к супруге, — «Двести уж дней». Доктор филологических наук Георгий Краснов высчитал, что между созданием двух стихотворений действительно прошло 200 дней. Впервые стихотворение было опубликовано в № 1 журнала «Отечественные записки» за 1877 год с заглавием: «3-не», датой создания «4 дек<абря> 1876, ночь» и подписью: «Н. Н.», а затем перепечатано в первом издании «Последних песен». Автограф стихотворения на 1982 год не был найден.
Двести уж дней,

Двести ночей

Муки мои продолжаются;

Ночью и днём

В сердце твоём

Стоны мои отзываются,

Двести уж дней,

Двести ночей!

Тёмные зимние дни,

Ясные зимние ночи…

Зина! Закрой утомлённые очи!

Зина! Усни!

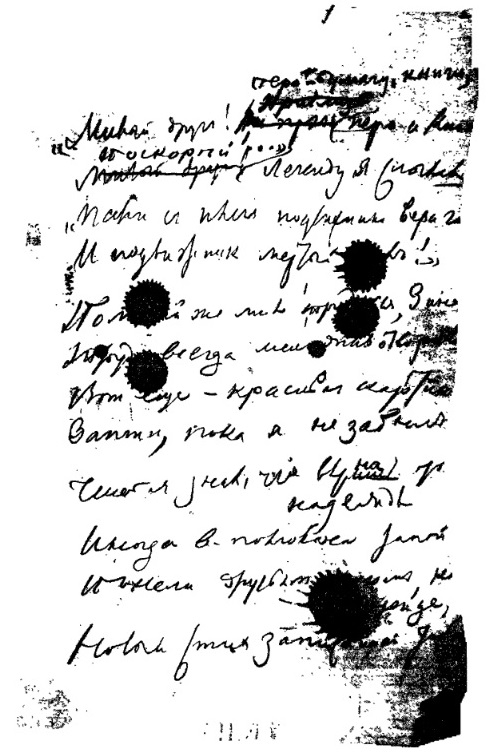
«Пододвинь перо, бумагу, книги!» Автограф черновика стихотворения, 1877

13 февраля 1877 года поэт создал посвящённое Зинаиде Некрасовой стихотворение «Пододвинь перо, бумагу, книги!». Владислав Евгеньев-Максимов писал, что в этом стихотворении Некрасов изображает любимую женщину как верную, самоотверженную помощницу в его труде «поэта-гражданина», Ольга Ломан также воспринимала данное стихотворение как «обращение не только к самоотверженному, глубоко сострадающему другу, верному и нежному, но и к помощнику в нелёгком труде». Впервые стихотворение было опубликовано в № 2 журнала «Отечественные записки» за 1877 год с датировкой и местом создания: «13 февр<аля> 1877. С.-П<етер>б<ург>» и подписью автора: «Н. Некрасов». Позже оно было воспроизведено в первом издании «Последних песен». Черновой автограф поэта сохранился и находится в Пушкинском доме (ИРЛИ, ф. 68, оп. I, № 41), также до нашего времени дошла копия стихотворения, сделанная Анной Буткевич (ИРЛИ, 21.134.CXLVб.17, в ней присутствуют искажения текста).
Пододвинь перо, бумагу, книги!

Милый друг! Легенду я слыхал:

Пали с плеч подвижника вериги,

И подвижник мёртвый пал!

Помогай же мне трудиться, Зина!

Труд всегда меня животворил.

Вот ещё красивая картина —

Запиши, пока я не забыл!

Да не плачь украдкой! Верь надежде,

Смейся, пой, как пела ты весной,

Повторяй друзьям моим, как прежде,

Каждый стих, записанный тобой.

Говори, что ты довольна другом:

В торжестве одержанных побед

Над своим мучителем недугом

Позабыл о смерти твой поэт!
Эти три стихотворения вошли в последнюю, вышедшую при жизни поэта, книгу «Последние песни». На основе надписи на обороте заглавного листа первого издания этой книги («Собственность издательницы Ф. Викторовой») Ольга Ломан предположила, что Зинаида Николаевна под руководством Некрасова принимала участие в издании книги, возможно, переписывала стихотворения, вошедшие в сборник. Права на издание этого сборника Некрасов оставил супруге. После смерти поэта она ими не воспользовалась, безвозмездно передав всё дело издания книги в руки своей золовки Анны Буткевич.
Ольга Ломан связывала с Зинаидой Некрасовой также четверостишие, опубликованное только после смерти поэта: «Но, любя, своё сердце готовь». В качестве доводов, подтверждающих эту гипотезу, Ломан назвала «разговорную манеру, словно поэт продолжает задушевную беседу с женой, то же ласковое интимное обращение „дитя“, как и во втором стихотворении», посвящённом супруге в цикле «Последние песни».
Но любя, своё сердце готовь

Выносить непрестанные грозы:

В нашем мире, дитя, где любовь,

Там и слёзы.

## Историография
Воспоминания самой Зинаиды Некрасовой были собраны Владиславом Евгеньевым-Максимовым в 1914 году и опубликованы в пересказе в № 2 ежемесячного иллюстрированного научно-популярного и литературного «Нового журнала для всех», выходившего в Санкт-Петербурге, за 1915 год, а затем переизданы и снабжены комментариями в составе сборника «Н. А. Некрасов в воспоминаниях современников», изданного в 1971 году. В «Некрасовском сборнике» за 1983 год эти воспоминания были дополнены фрагментами, где сам Евгеньев-Максимов рассказывает о предпринятых им попытках завязать знакомство с вдовой поэта. Так, он пишет о том, что первоначально пытался организовать встречу с Зинаидой Николаевной через авторитетного в её глазах руководителя Всероссийского союза евангельских христиан Ивана Проханова, но в тот раз вдова отказала литературоведу. Первая, состоявшаяся спустя некоторое время, встреча литературоведа с Некрасовой оказалась непродолжительной. Зинаида Николаевна лишь попросила для ознакомления книгу Владислава Евгеньева-Максимова о Некрасове. В ходе второй встречи вдова поэта рассказала литературоведу о своём муже и даже пообещала впоследствии надиктовать свои воспоминания, но выполнить обещание так и не успела. Через полгода она скончалась.
В 1927 году были опубликованы воспоминания Александра Плещеева, включавшие в себя эпизоды, посвящённые супруге поэта. В 1971 году они также вошли в состав сборника «Н. А. Некрасов в воспоминаниях современников». Среди других подобных воспоминаний — неопубликованная рукопись редактора «Саратовского вестника» Николая Архангельского «З. Н. Некрасова (по личным воспоминаниям)», хранящаяся в Музее-квартире Н. А. Некрасова. Также воспоминания о супруге поэта оставили юрист и общественный деятель Анатолий Кони, мемуарист Павел Ковалевский и некоторые другие менее известные её современники.
Советский литературовед Корней Чуковский опубликовал статью «Подруги поэта» в иллюстрированном историческом альманахе «Минувшие дни» за 1928 год, в которой дал резко негативную характеристику Зинаиды Некрасовой. Правда он оговаривался, что данная оценка полностью основана на беседах с сестрой поэта и может быть субъективной. Свидетельства других современников, по мнению Чуковского, не менее пристрастны. Так, публицист Максим Антонович, работавший с Некрасовым ещё в «Современнике» в середине 1860-х годов, «во время свидания Некрасова с Зиной брал бинокль и заглядывал к поэту в окно, наблюдая, как он обнимает её, а потом не стыдился рассказывать о своих наблюдениях в кругу литературных знакомых».
Исследователь творчества поэта, сопредседатель Некрасовского комитета Союза писателей СССР Николай Некрасов в статье «Судьба Зинаиды Некрасовой», опубликованной в научно-популярном журнале «Наука и жизнь» за декабрь 1971 года, сделал краткий обзор биографии Зинаиды Некрасовой. Он, в частности, рассказал о венчании Некрасовых и обстоятельствах жизни Зинаиды Николаевны в Саратове. Более подробно исследователь рассказывал о Зинаиде Некрасовой в главах под одинаковым названием «Помогай же мне трудиться, Зина!» в книгах «По их следам, по их дорогам» (1979) и «Сейте разумное…» (1989). Ещё в одной книге «Некрасовские места в России» автор детально описывает только два события в жизни супруги поэта: случайное убийство любимого пса поэта Кадо и уход за умирающим Некрасовым во время его последней болезни.
Целями статьи Ольги Ломан «Некрасова Зинаида Николаевна, жена и друг великого поэта Н. А. Некрасова» в «Некрасовском сборнике» 1978 года стали систематизация уже опубликованных источников и введение в научный оборот некоторых новых материалов из архивов Москвы, Ленинграда и Саратова. Основным недостатком уже опубликованных к этому времени работ о супруге русского поэта Ломан назвала неточности, которые происходят от недостаточной осведомлённости исследователей, а также обращение к одним и тем же печатным источникам, которые «раз и навсегда» взяты на веру. Среди новых источников литературоведа также были записанные самой Ломан в 1961 году беседы с людьми, которые близко знали Зинаиду Николаевну по Саратову. В 2021 году статья была переиздана в сборнике работ Ольги Ломан «Некрасов в наши дни». Ольге Ломан также принадлежит статья «Зинаида Некрасова в Саратове» (1988) в журнале «Волга». В этой статье встречаются отдельные факты, которые отсутствуют в других её работах. Так, например, Ломан рассказывает, что предстоящий показ фильма о русских писателях в саратовском кинотеатре «Зеркало жизни» неожиданно взволновал вдову поэта. Она воскликнула, обращаясь к своей домохозяйке: «Пойдёмте на свидание к Николаю Алексеевичу!». В кинотеатр отправились Зинаида Николаевна и вся семья домохозяйки, но фильм вызвал разочарование Некрасовой. Она с грустью заявила: «Совсем не похож!».
В 2017 году кандидат культурологии Вячеслав Лётин опубликовал статью «З. Н. Некрасова — культурный миф в контексте жизнетворчества поэта: семантика имени». В статье он называл Зинаиду Некрасову одним из самых «непрочитанных» образов русской культуры второй половины XIX века. Жизнь её вне брака с поэтом, по словам Лётина, мифологизирована, причём до знакомства с Некрасовым в большей степени, чем во вдовстве. Сами же её отношения с супругом воспринимаются исследователями как один из вариантов архетипического сюжета о Пигмалионе и Галатее. Образовательная, экскурсионная и «популистская» практики, с точки зрения исследователя, эксплуатируют кажущуюся исчерпанной для исследователей любовную историю о стареющем гении, встретившем простушку и обретшем с ней вторую молодость. В своей статье Лётин остановился только на проблеме выбора поэтом имени для любимой девушки. Имя Зинаида он связал с интересом, который испытывал Некрасов к периоду правления императора Николая I, в частности, к творчеству Александра Пушкина и восстанию декабристов. Внимание поэта привлекла Евпраксия Николаевна Вревская (Вульф) — соседка Пушкина по имению и друг поэта, в кругу близких людей прозванная Зизи (под этим именем она упомянута, в частности в романе в стихах «Евгений Онегин»). По мнению Лётина, имя Зинаида в связи с Вревской ассоциировалось в сознании Некрасова скорее с ребёнком, чем с предметом «страсти нежной». Некоторая женская привлекательность сочетается в таком «ребёнке» с чистотой души и естественностью.
Другой персонаж, без сомнения связывавшийся Некрасовым с этим именем, по мнению исследователя, — хозяйка литературного салона Зинаида Александровна Волконская. Важнейшими чертами её личности поэт, очевидно, считал независимость и аристократическую оппозиционность императору, а также тесную связь с художественным творчеством. Служение Волконской искусству становится в представлении поэта духовным подвигом. В заснеженной Москве она предстаёт источником духовного света, противостоя не только физическому, но и социальному холоду. Однако Лётин называл среди Зинаид, имевших для поэта значение в выборе имени Фёкле Викторовой и относившихся к николаевской эпохе, ещё и современницу Некрасова — светскую львицу Зинаиду Ивановну Юсупову, волей обстоятельств оказавшуюся соседкой Некрасова по Литейному проспекту. По мнению Лётина, она символизировала для поэта физическую красоту и аристократизм духа.

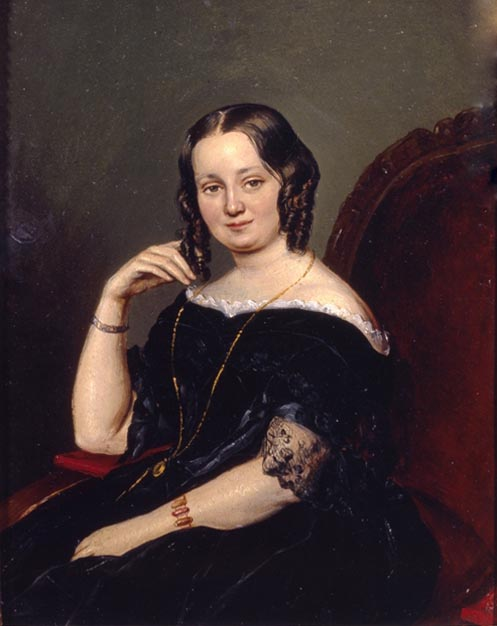
Неизвестный художник. Евпраксия Вульф
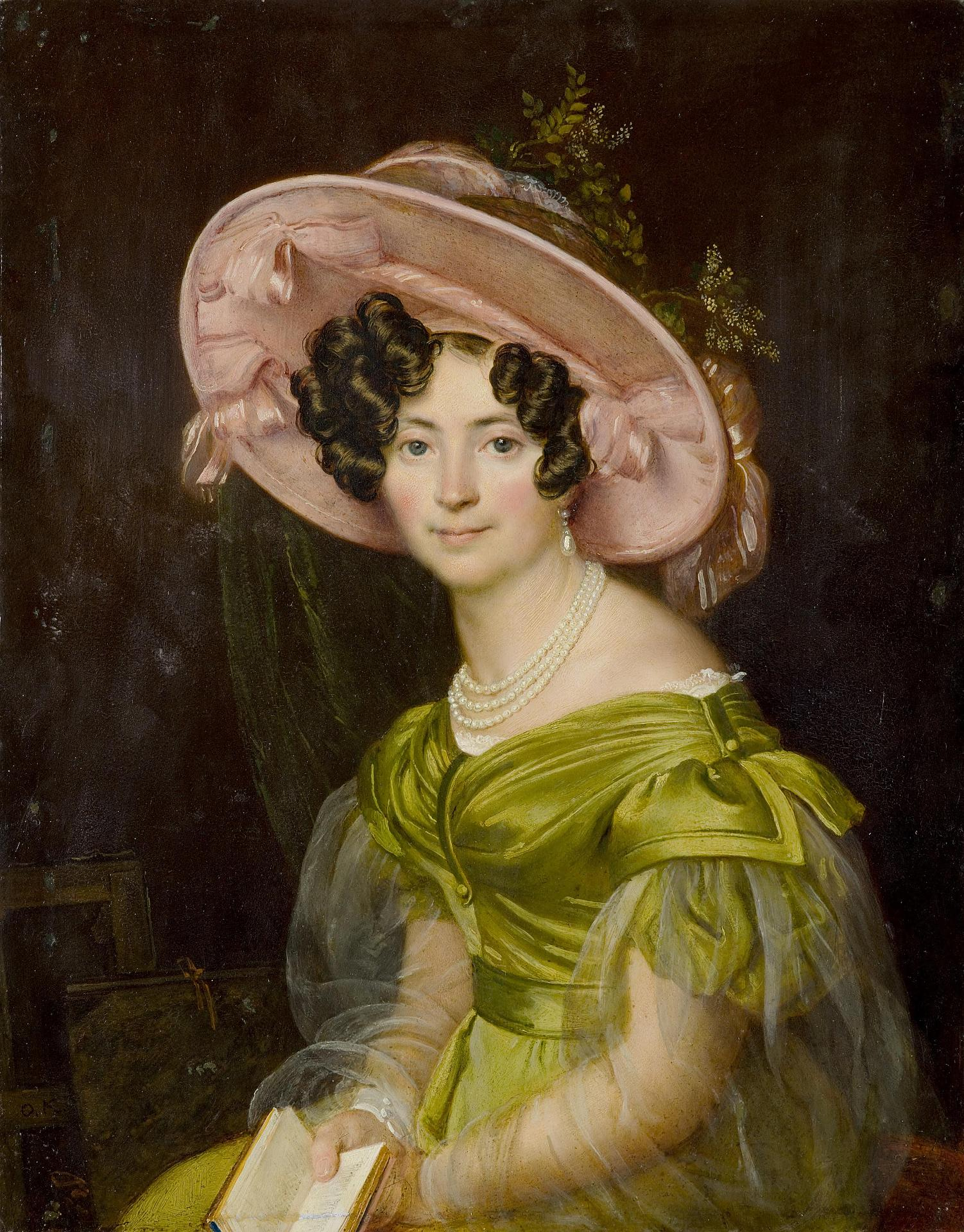
Орест Кипренский. Портрет З. А. Волконской, 1830
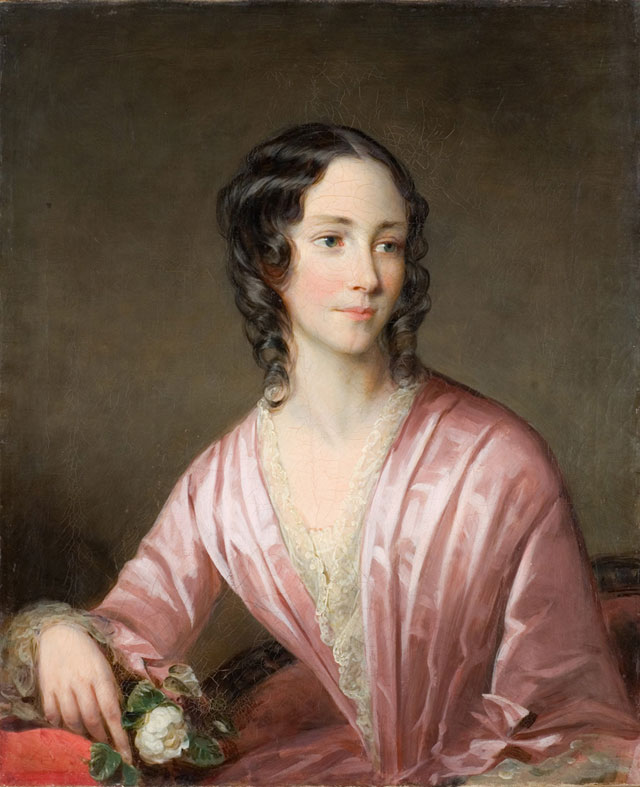
Кристина Робертсон. Зинаида Юсупова, 1840-е

Старший научный сотрудник Чудовского филиала Новгородского музея-заповедника Татьяна Григорьева опубликовала в 2018 году статью «Ф. А. Некрасова: известные и неизвестные страницы жизни» в научно-популярном краеведческом журнале «Чудовский краевед». Кандидат филологических наук Ирина Абрамовская и старший научный сотрудник Чудовского филиала Новгородского музея-заповедника Ирина Смирнова в книге «„Охотник и поэт“: жизнь и творчество Н. А. Некрасова в Чудовской Луке», изданной в 2021 году, разместили подробный рассказ о пребывании Зинаиды Некрасовой в доме поэта в Чудово, её взаимоотношениях с Николаем Некрасовым и его родственниками.
Достаточно подробные сообщения о Зинаиде Некрасовой содержатся в отечественных монографиях, которые содержат биографию и обзор творчества поэта: советского и российского литературоведа Владимира Жданова, докторов филологических наук Николая Скатова и Михаила Макеева.

## Память
В 1961 году во время поездки в Саратов с целью сбора свидетельств о супруге поэта Ольге Ломан удалось разыскать заброшенную могилу Зинаиды Некрасовой. С помощью руководства кладбища был сделан холмик и поставлена металлическая дощечка с надписью. В 1965 году, к пятидесятилетию со дня смерти 3инаиды Некрасовой, могила была обнесена оградой и был торжественно открыт памятник с портретом и надписью: «Зинаида Николаевна Некрасова, жена и друг великого русского поэта». Ситуацию уточнил в своей статье о супруге поэта внучатый племянник поэта Николай Некрасов: сбором материалов о 3инаиде Некрасовой занимался саратовский художник Борис Протоклитов. В марте 1965 года на Воскресенском кладбище неподалёку от могилы Николая Чернышевского он обнаружил холм, на котором была «металлическая дощечка с трафаретной надписью». Ни памятника, ни ограды на тот момент на могиле не было. Благодаря стараниям Протоклитова и его друзей был поставлен памятник с указанной Ломан надписью.
В Доме-музее Николая Некрасова в Чудово восстановлен интерьер комнаты Зинаиды Николаевны. В ней зрителям представлены диван, комод с зеркалом, настольные керосиновые лампы, стол, кресло, стулья, столик для рукоделия, резной деревянный сундук для одежды. Сохраняется память о супруге поэта и в Музее-квартире Н. А. Некрасова в Санкт-Петербурге. Так, в спальне, где она ухаживала за умирающим супругом, на стене висит фотопортрет Зинаиды Николаевны, который был любим её мужем, а на столе расположен автограф посвящённого ей стихотворения.
Советский писатель Валентин Пикуль посвятил Зинаиде Некрасовой новеллу «Зина — дочь барабанщика», которая вошла в сборник «Исторические миниатюры». Отталкиваясь от увиденных им гравюры Пожалостина и фотографии Зинаиды Некрасовой, лежащей в гробу, Пикуль размышляет о месте женщин в жизни Некрасова, ненависти его родственников к Зинаиде Николаевне, любви поэта к супруге, о её трогательной заботе об умирающем муже, обстоятельствах заключения брака Некрасовых, событиях жизни Зинаиды Николаевны после смерти супруга. Советский детский писатель Нинель Максименко посвятила заботе Зинаиды Николаевны и Анны Буткевич об умирающем поэте рассказ «Баюшки-баю. 1877 год», вошедший в сборник «Праздники и будни поэта Николая Некрасова». Члену Союза писателей России Елене Обойминой принадлежит очерк «Огонь бескорыстной любви. Зинаида Некрасова» в сборнике «Поэты и их музы» (2009).
В 1998 году в сдвоенном номере 1—2 иллюстрированного альманаха Всероссийского общества охраны памятников истории и культуры «Памятники Отечества» саратовский краевед Геннадий Мишин разместил статью «Милый и единственный друг», посвящённую Зинаиде Некрасовой. Идея попытаться найти факты жизни супруги поэта в провинциальном городе была подана автору статьи за много десятилетий до публикации этой статьи советским поэтом и издателем Александром Твардовским незадолго до его смерти. Статья упоминает факт издания супругой поэта в Саратове в 1913—1914 годах дешёвых брошюр с текстами произведений Николая Некрасова. Автор статьи утверждал, что из-за отшельнического образа жизни Некрасовой в Саратове многие жители города принимали её за самозванку, лишь претендующую на близость с поэтом. Мишин писал, что в 1911 году Некрасову посетил Корней Чуковский, в то время собиравший материал к биографии поэта, но Зинаида Николаевна приняла его «сухо, рассказывала мало и очень общо». Вместе с тем она показала Чуковскому несколько документов и черновых набросков ряда стихотворений мужа. Автор статьи рассказал об обстоятельствах нескольких встреч вдовы поэта с Евгеньевым-Максимовым, о том, что настольной книгой её в последние годы жизни стала Библия «в кожаном тиснёном переплёте с медными застёжками». Ещё одной тщательно оберегаемой книгой в доме Некрасовой было издание книги «Последние песни» с дарственной надписью: «Милому и единственному моему другу Зине. 12 фев. 1874 г.». Ещё ранее, в 1990 году, Мишин опубликовал более полную версию данного очерка в своей книге «Событий и судеб сплетенье», изданной в Саратове. В частности, он рассказывает о случайной встрече вдовы поэта со Львом Толстым и его дочерью Татьяной Львовной в поезде. Писатель расспрашивал её о покойном супруге, но беседа закончилась острым спором о религии.
Геннадий Мишин считал, что следует уточнить дату рождения Некрасовой, исходя из церковного месяцеслова. Новорождённым в православных семьях имена давались, как правило, в соответствии со святцами. Именины Фёклы приходятся на 24 сентября. Такое имя давалось девочкам, родившимся в этот день, неделей раньше или позже. В соответствии с этим Зинаида Некрасова вполне могла родиться во второй половине сентября 1846 года.
Несколько раз к судьбе Зинаиды Некрасовой проявляли интерес печатные и электронные таблоиды: в газете «Московский комсомолец» в 2010 году появилась статья «„Глаза жены сурово-нежны“. Вдова Некрасова 20 лет прожила в Саратове», а в интернет-издании «Экспресс-газета» был размещён материал под названием «Барыня-крестьянка: что пришлось пережить молодой жене Николая Некрасова».

## В преподавании
Кандидат филологических наук Николай Якушин в учебном пособии для общеобразовательных учебных заведений «Н. А. Некрасов в жизни и творчестве» (2003) пишет о заботе супруги по отношению к смертельно больному поэту. Анализируя написанные в это время стихотворения, Якушин утверждал, что сердце Некрасова переполняли нежность и благодарность по отношению к Зинаиде Николаевне. Именно ей он доверяет в это время самые важные для себя мысли и чувства. Поэт находит в себе силы ободрить близкого человека, испытывая страшные страдания. Якушин отмечал, что обращённые к супруге стихотворения одновременно направлены и молодому поколению, ещё только вступающему в жизнь.
Методист Галина Фефилова предлагает в урок 62 «Тема любви в лирике Н. А. Некрасова. Её психологизм и бытовая конкретизация» в учебном пособии «Литература. 10 класс. Планы-конспекты для 105 уроков» (2016) включить некоторую информацию о Зинаиде Некрасовой: знакомство поэта с девушкой, её простое происхождение (дочь солдата из Вышнего Волочка), образовательная программа, разработанная для её интеллектуального развития поэтом, отношения между супругами. Завершаться фрагмент урока должен чтением «заранее подготовленным» учеником стихотворения «Ты ещё на жизнь имеешь право».